# 1617
1617 (MDCXVII) a fost un an comun al calendarului gregorian, care a început într-o zi de duminică.

## Nașteri
- 8 martie: Tito Livio Burattini, arhitect italian (d. 1681)

## Decese
- 7 mai: David Fabricius, 53 ani, teolog, cartograf și astronom german (n. 1564)